# Istituto di genetica molecolare
L'Istituto di genetica molecolare Luigi Luca Cavalli Sforza (IGM) è uno degli istituti del Consiglio Nazionale delle Ricerche, ospitato nella sede di Pavia.
Intitolato al genetista Luigi Luca Cavalli-Sforza, che ha lavorato presso lo stesso laboratorio di genetica molecolare ad Alghero dal 1994 fino alla morte e collega di Adriano Buzzati Traverso, è un centro multidisciplinare per lo studio della cellula sia normale che patologica. La missione dell'Istituto è quella di comprendere i meccanismi molecolari alla base di diverse condizioni patologiche quali cancro, invecchiamento precoce, malattie genetiche e infezioni virali. Dirigente del centro è Giuseppe Biamonti, di cui è stato precedentemente direttore dal 2007 al 2019.
La ricerca all’IGM-CNR è focalizzata su questi temi:
- Stabilità del genoma e tumori
- Malattie genetiche ereditarie
- Virocellule
- Drug discovery e diagnostica
- Analisi bioinformatica di dati complessi

Il centro svolge anche attività di alta formazione e divulgazione, attraverso l’organizzazione di seminari nelle scuole e Giornale della Ricerca, oppure coinvolgendo gli studenti dei corsi di Laurea Triennale e Magistrale in Biologia e Biotecnologie e dei Dottorati di
Ricerca dell’Università degli Studi e della Scuola Universitaria Superiore IUSS di Pavia.